# Anton Ablov
Anton Ablov (n. 3 martie 1905, Odessa, Imperiul Rus – d. 18 mai 1978, Chișinău, RSS Moldovenească, URSS) a fost un specialist în domeniul chimiei anorganice, care a fost ales ca membru titular al Academiei de Științe a Moldovei.
La 15 aprilie 1959, profesorul Anton Ablov a fost numit în funcția de director al nou-înființatului Institut de Chimie în baza Secțiilor de Chimie Anorganică și Organică și a Laboratorului de Chimie Analitică. La data de 1 august 1961 a fost ales ca membru titular al Academiei de Științe a Moldovei. A fost secretar al Secției de Științe Naturale și Tehnice.

#### Biografie
În anul 1917 părinții se mută cu traiul din Odesa la Cetatea Albă.
A absolvit gimnaziul din Cetatea Albă în anul 1923. Urmează studiile superioare la Facultatea de fizică-chimie a Universității din Iași (1923-1928) și la Institutul de chimie și tehnologie din Iași (1931).
Susține teza de doctor la Universitatea din Iași în fața unui consiliu prezidat de Radu Cernătescu cu subiectul "Influența substituenților în baze și în anioni asupra asupra numărului de coordinație al unui metal". Ulterior a predat, a lucrat în cercetare inclusiv la Royal Dutch Shell, una dintre exploratoarele principale ale zăcămintelor de petrol de la Ploiești, care avea reprezentanță la Iași. În anul 1939 a demisionat din învățământ în urma unor neînțelegeri cu conducerea de dreapta a universității. Radu Cernătescu regretă că nu a reușit să aplaneze conflictul și că Universitatea din Iași pierde un specialist de valoare. Se deplasează temporar la Ploiești , unde a fost angajat ca inginer-cercetător la Asociația de prelucrare a țiteiului Astra Română, care între anii 1910-1947 a  aparținut aceleiași companii Royal Dutch Shell. 
În anul 1940 revine în Basarabia. Este șef al catedrei de chimie a Institututului agricol din Chișinău (1940-1941).În anul 1941 se refugiază împreună cu Institutul la Sverdlovsk (Ecaterinburg), iar în anul 1944 la Kazan susține teza de doctor habilitat cu titlul: "Despre legătura  chimică și stereochimia compușilor complecși". În anul 1945 obține gradul de profesor la specialitatea chimie anorganică.
În anul 1947 este anchetat la NKVD-ul de la Chișinău în legătură cu informațiile parvenite, cum că ar fi defăimat sistemului sovietic instaurat la Chișinău și în RSSM.
Din anul 1955 este șeful Departamentului de chimie al Filiaiei din Moldova a Academiei de Științe din URSS.
Este primul director al Institutului de Chimie al Academiei de științe din Republica Sovietică Socialistă moldovenească (1959-1961, apoi 1965-1975).În anii 1961-1965 a fost înlocuit prin academicianul Gheorghii Lazurievskii.
În anii 1961-1965 a fost academician-coordonator al Secției de Științe Naturale și Tehnice a Academiei de Științe din RSS Moldovenească.
Șeful laboratoruilui de Chimie anorganică (1959-1975), ulterior transformat în laboratorul de chmie a  compușilor coordinativi (1975-1978).
Membru al Consiuliului științific specializat în chimia anorganică al Academiei de Științe din URSS (1963-1978).
Președinte al Secției chimia compușilor coordinativi (1966-1978).

#### Creația științifică
A publicat prima lucrare științifică în anul 1930, cînd a fost numit asistent la catedra de chimie anorganică a Universității din Iași. În următorii ani urmează o serie întreagă de articole de calitate cu aceeași problematică, care s-au soldat cu teza de doctorat.  
Ablov este considerat creatorul școlii moldovenești de chimie a compușilor coordinativi. A ințiat conferința științifică "Metode fizice în chimia coordinativă" (1962), devenită tradițională la Chișinău, și care se desfășoară cu regularitate odată în 3 ani. A participat activ la viața științifică internațioanlă: simpozioane, conferințe, în domeniul chimiei anorganice, coordinative, cristalochimiei. A fost membru al colegiilor de redacție ale unui șir de prestigioase reviste științifice. Este autorul și coautorul unui număr impresionant de publicații științifice în acest domeniu. Conform unor surse ar fi publicat circa 3000 de articole, dar spre sfârștrul vieții nici un autor de la Institutului de chimie al AȘM nu putea să publice, fară a-l avea pe Ablov coautor. Conform altor surse Ablov a publicat doar 760 de lucrări științifice și monografii și a pregătit 70 de doctori și doctori-habilitat în științe.

#### Decorații, distincții, onoruri
- Ablov este membru al Academiei de Științe din RSSM din 1961.În anii 1961-1978 a fost membru al Prezidiului Academiei.
- Om emerit al științei din R.S.S.M.(1966)
- Ordenul "Insigna de onoare"
- Premiul de Stat din RSSM (post-mortem, 1983).
- O stradelă din vecinătatea Institutului de chimie al Academiei de științe poartă numele

#### Despre
- Enciclopedia sovietică moldovenească, vol.1
- Enciclopedia "Chișinău", ed. Museum,1997, p. 27
- Dumitru Batîr, Moldova suverană, 2000-15 august
- Profesorii Universității de stat din Moldova. Dicționar, 2001, p. 11-12

#### Discipoli
- Isaac Bersuker
- Nina Samusi
- Țilea Conunov
- Dumitru Batîr

#### Alte surse
- Royal Dutch Shell
- Arhiva USM
- Валерий Пасат "Трудные страницы истории Молдовы", Москва, Вече, 1994

1. ↑  Аблов Антон Васильевич
2. ↑  Аблов Антон Васильович (în ucraineană), Instîtut ențîklopedîcinîh doslidjen NAN Ukraiinî[*]